# 助っ人
| ウィキペディアには「助っ人」という見出しの百科事典記事はありません（タイトルに「助っ人」を含むページの一覧/「助っ人」で始まるページの一覧）。 代わりにウィクショナリーのページ「すけっと」が役に立つかもしれません。 |